# Емпірична соціологія
Емпіри́чна соціоло́гія — термін, яким іноді позначають конкретне вивчення соціальних процесів шляхом збирання, систематизації й теоретичного осмислення соціальних фактів. Різні рівні теоретичного й емпіричного аналізу в соціології взаємопов'язані, доповнюють і визначають один одного. Їм притаманний єдиний підхід до вивчення суспільних явищ з погляду їхнього зв'язку з соціальним цілим, місця й ролі в системі суспільних відносин. Загальна та спеціальні соціологічні теорії методологічно й теоретично забезпечують можливість, глибину й результативність емпіричного аналізу. В свою чергу, емпіричні дослідження збагачують теорію. Конкретні соціологічні дослідження, які спираються на наукову методологію, органічно поєднують емпіричний і теоретичний аналізи, дають не просто опис фактів, а знання механізму дії законів суспільного розвитку. Зростання ролі конкретних соціологічних досліджень у суспільстві визначається потребами практики, а також розвитком засобів наукового пізнання, математики, статистики, соціальної психології, комп'ютерної техніки.